# Cantone di Gorron
Il Cantone di Gorron è una divisione amministrativa dell'arrondissement di Mayenne.
A seguito della riforma approvata con decreto del 21 febbraio 2014, che ha avuto attuazione dopo le elezioni dipartimentali del 2015, è passato da 11 a 27 comuni.

## Composizione
Gli 11 comuni facenti parte prima della riforma del 2014 erano:
- Brecé
- Carelles
- Châtillon-sur-Colmont
- Colombiers-du-Plessis
- Gorron
- Hercé
- Lesbois
- Levaré
- Saint-Aubin-Fosse-Louvain
- Saint-Mars-sur-Colmont
- Vieuvy

Dal 2015 i comuni appartenenti al cantone sono i seguenti 27:
- Ambrières-les-Vallées
- Brecé
- Carelles
- Chantrigné
- Châtillon-sur-Colmont
- Colombiers-du-Plessis
- Couesmes-Vaucé
- Désertines
- La Dorée
- Fougerolles-du-Plessis
- Gorron
- Hercé
- Landivy
- Lesbois
- Levaré
- Montaudin
- Oisseau
- Le Pas
- Pontmain
- Saint-Aubin-Fosse-Louvain
- Saint-Berthevin-la-Tannière
- Saint-Ellier-du-Maine
- Saint-Loup-du-Gast
- Saint-Mars-sur-Colmont
- Saint-Mars-sur-la-Futaie
- Soucé
- Vieuvy